# Tatsuki Kohatsu
Tatsuki Kohatsu (født 11. september 1993) er en japansk fodboldspiller, som spiller for den japanske fodboldklub Tochigi SC.